# 발덴스트롬 거대글로불린혈증
발덴스트롬 거대글로불린혈증(Waldenström macroglobulinemia)은 두 가지 B 세포 유형에 영향을 미치는 암 유형이다: 림프형질세포 및 형질세포. 두 세포 유형 모두 백혈구이다. 이는 질병과 관련된 세포에서 생성되고 분비되는 순환 항체인 면역글로불린 M(IgM)의 수치가 높은 것이 특징이다. 발덴스트롬 거대글로불린혈증은 "무통성 림프종"(즉, 천천히 성장하고 퍼지는 경향이 있는 것)이며 무통성 비호지킨 림프종과 임상 특징을 공유하는 림프증식성 질환의 일종이다. 이는 일반적으로 예를 들어 다발성 골수종을 유발하는 다른 형질세포 이형성증과 유사한 형질세포 이형성증의 한 형태로 분류된다. 발덴스트롬 거대글로불린혈증은 일반적으로 두 가지 임상적으로 무증상이지만 점차 악성이 되기 쉬운 단계, 즉 중요성이 확인되지 않은 IgM 단일클론 감마병증과 연기가 나는 발덴스트롬 거대글로불린혈증이 선행된다. 이형성증의 발덴스트롬 거대글로불린혈증 스펙트럼은 비정상 형질 세포뿐만 아니라 비정상 림프형질세포양 세포도 포함하고 IgM과 관련이 있는 반면 다른 혈장 이형성증은 다른 항체 이소형과 관련된다는 점에서 형질세포 이형성증의 다른 스펙트럼과 다르다.
발덴스트롬 거대글로불린혈증은 미국에서 연간 약 1,500건 정도 발생하는 희귀 질환이다. 노년층에서 더 자주 발생한다. 완치는 불가능하지만 관리할 수는 있다. 무증상이 많다는 특성으로 인해 많은 환자가 활동적인 삶을 영위할 수 있으며, 치료가 필요할 경우 수년간 증상이 없는 완화기를 경험할 수도 있다.